# Puzzle Agent 2
Puzzle Agent 2 es un videojuego Aventura/Puzzle desarrollado y distribuido por Telltale Games, en colaboración con Graham Annable. Es la secuela del videojuego Nelson Tethers: Puzzle Agent. Fue lanzado al mercado el 30 de junio de 2011 para las consolas PlayStation Network, Microsoft Windows, Mac OS X, iPhone y iPad.
- Datos: Q6093497